# Elecciones estatales de Aguascalientes de 1995
Las elecciones estatales de Aguascalientes de 1995 se realizaron el domingo 6 de agosto de 1995 y en ellas se renovaron los siguientes cargos de elección popular del estado mexicano de Aguascalientes:
- 27 diputados del Congreso del Estado. 18 electos por mayoría relativa y 9 designados mediante representación proporcional para integrar la LVI Legislatura.
- 11 ayuntamientos. Compuestos por un presidente municipal y sus regidores, electos para un periodo de tres años.

## Resultados

### Congreso del Estado de Aguascalientes
|  | 47.74 % |

|  | 36.72 % |

|  | 6.58 % |

|  | 2.65 % |

|  | 2.40 % |

|  | 1.14 % |

|  | 2.42 % |

|  | 100 % |

### Ayuntamientos
|  | 48.52 % |

|  | 37.03 % |

|  | 6.45 % |

|  | 2.33 % |

|  | 1.98 % |

|  | 1.28 % |

|  | 97.63 % |

|  | 2.37 % |